# 汪麗玲
汪麗玲，台灣動保人士，流浪動物之家基金會創始人、前董事長，曾參加第二屆中國小姐，其夫周一西為前參謀總長周至柔上將之子。

## 生平
1960年獲選為第一屆中國小姐第三名。1961年，與馬維君、李秀英共同獲選第二屆中國小姐第一名；並於同年赴美國邁阿密角逐環球小姐。
約在1980年代時開始幫助流浪動物，除收養流浪貓狗外，當時還曾每天深夜帶著數十包米飯出外餵食流浪貓狗。1987年與一批動保人士籌設「流浪動物之家」，次年正式設立。1996年成立流浪動物之家基金會。2018年，卸任流浪動物之家基金會董事長一職（轉由鍾小平接任）。

## 家庭
1962年，汪麗玲與台灣省主席周至柔的兒子周一西結婚。育有一女。